# Влодкув-Дольни
Влодкув-Дольни (пол. Włodków Dolny) — село в Польщі, у гміні Ґура Ґуровського повіту Нижньосілезького воєводства.
Населення — 54 особи (2011).
У 1975-1998 роках село належало до Лешненського воєводства.

## Демографія
Демографічна структура станом на 31 березня 2011 року:
|          | Загалом | Допрацездатний вік | Працездатний вік | Постпрацездатний вік |
| -------- | ------- | ------------------ | ---------------- | -------------------- |
| Чоловіки | 21      | 5                  | 15               | 1                    |
| Жінки    | 33      | 9                  | 17               | 7                    |
| Разом    | 54      | 14                 | 32               | 8                    |